# Sleeping Giant
Sleeping Giant è un film del 2015 diretto da Andrew Cividino e basato sul cortometraggio omonimo del 2014.
Presentato nella sezione Settimana internazionale della critica al Festival di Cannes del 2015, il film venne successivamente proiettato in festival in tutto il mondo ottenendo consensi dalla critica.

## Trama
William e Linda Hudson, insieme al loro figlio quindicenne Adam, passano l'estate nello stesso modo in cui hanno passato le estati precedenti e cioè nella loro casetta situata sulla sponda nord-occidentale del Lago Superiore. William, che oltre ad essere il padre vuole anche essere il migliore amico del figlio, incoraggia Adam a frequentare Taylor, una ragazza di età simile che Adam conosce da sempre. Il ragazzo però, non volendo ammettere a nessuno che gli piace la ragazza, giustifica il suo non dichiararsi come un modo per non rovinare la loro amicizia. Un giorno Adam conosce i cugini Riley e Nate che stanno trascorrendo l'estate al lago con la loro nonna permissiva. Questa amicizia cambierà profondamente l'esistenza di Adam.

## Produzione
Andrew Cividino decise di realizzare una versione cinematografica del cortometraggio Sleeping Giant che aveva girato nel 2014. Nick Serino e Reece Moffett tornano ad interpretare i loro ruoli del cortometraggio però con personaggi dai nomi differenti.

## Critica
Guy Lodge ha scritto per Variety che il film è un "debutto compiuto". Il TIFF ha elogiato il film, scrivendo che fornisce "uno sguardo astuto agli estremi emotivi dell'adolescenza e al loro tragico potenziale, ed è uno dei debutti più finemente osservati che arrivano dal Canada negli ultimi ricordi."
Il film detiene attualmente un punteggio di 7,1/10 su Metacritic e uno del 90% su Rotten Tomatoes.

## Riconoscimenti
- 2015 - Athens International Film Festival
  - Nomination Best Picture a Andrew Cividino
- 2015 - Festival di Cannes
  - Nomination Gran Premio Settimana internazionale della critica
  - Nomination Caméra d'or
- 2015 - Ghent International Film Festival
  - Explore Award
  - Nomination Miglior film
- 2015 - Mumbai Film Festival
  - Achievement in Ensemble a Jackson Martin, Reece Moffett e Nick Serino
  - Nomination International Competition
- 2015 - Munich Film Festival
  - Miglior film di un regista emergente a Andrew Cividino
- 2015 - Reykjavík International Film Festival
  - FIPRESCI Prize - Special Mention
- 2015 - Festival internazionale del cinema di Toronto
  - Miglior film d'esordio canadese a Andrew Cividino[6]
  - Nomination Miglior film canadese
- 2015 - Vancouver Film Critics Circle
  - Miglior attore non protagonista canadese a Nick Serino
  - Miglior regista canadese a Andrew Cividino
  - Best First Film by a Canadian Director a Andrew Cividino
  - Miglior film canadese[7]
  - Nomination Miglior attore non protagonista canadese a Reece Moffett
  - Nomination Miglior sceneggiatura canadese a Andrew Cividino, Blain Watters e Aaron Yeger
- 2015 - Zurich Film Festival
  - Nomination Best International Feature Film a Andrew Cividino
- 2016 - Canadian Screen Awards
  - Performance by an Actor in a Supporting Role a Nick Serino
  - Nomination Miglior film a Karen Harnisch, Andrew Cividino, Marc Swenker, James Vandewater e Aaron Yeger
  - Nomination Achievement in Direction a Andrew Cividino
  - Nomination Achievement in Editing a James Vandewater
- 2016 - Palm Springs International Film Festival
  - Nomination New Voices/New Visions Grand Jury Prize
- 2016 - RiverRun International Film Festival
  - Best Ensemble Acting a Jackson Martin, Reece Moffett e Nick Serino
- 2017 - Young Artist Awards
  - Best Performance in a Feature Film Leading Teen Actor a Jackson Martin
- 2017 - Young Entertainer Awards
  - Nomination Best Leading Young Actor in an Independent or Film Festival Feature Film a Jackson Martin